# Cornelia Sulzer
Cornelia Sulzer (* 4. Januar 1964 in Admont) ist eine ehemalige österreichische Skilangläuferin.

## Werdegang
Sulzer, die für den PSV Graz startete, lief bei den Junioren-Skiweltmeisterschaften 1983 in Kuopio auf den 46. Platz über 5 km und auf den zehnten Rang mit der Staffel und bei den Nordischen Junioren-Skiweltmeisterschaften 1984 in Trondheim auf den 30. Platz über 10 km. Bei den Weltmeisterschaften 1985 in Seefeld in Tirol errang  sie jeweils den 36. Platz über 5 km und 20 km und den 32. Platz über 10 km. In der Saison 1986/87 holte sie in Canmore mit dem sechsten Platz über 10 km klassisch ihre einzigen Weltcuppunkte und belegte bei den Weltmeisterschaften 1987 in Oberstdorf den 37. Platz über 5 km klassisch, den 34. Rang über 20 km Freistil und den 23. Platz 10 km klassisch. Zudem wurde sie dort Zehnte mit der Staffel. Im folgenden Jahr kam sie bei den Olympischen Winterspielen 1988 in Calgary auf den 37. Platz über 20 km Freistil, auf den 26. Rang über 10 km klassisch und auf den 20. Platz über 5 km klassisch. Bei den Weltmeisterschaften 1989 in Lahti belegte sie den 32. Platz über 10 km klassisch, den 25. Rang über 15 km klassisch und zusammen mit Jutta Mainhart, Hildegard Embacher und Maria Theurl den zehnten Platz in der Staffel. In der Saison 1993/94 nahm sie am Continental-Cup teil. Dabei holte sie im Dezember 1993 in Tauplitz über 5 km klassisch ihren einzigen Sieg in dieser Rennserie. Bei österreichischen Meisterschaften gewann sie 32 Medaillen. Sie wurde 12-mal Zweite und siebenmal Dritte und gewann 13-mal den Meistertitel, davon fünfmal über 5 km (1985, 1986, 1988, 1990 (klassisch), 1990 (Freistil)), viermal über 10 km (1986–1989), dreimal über 20 km (1986, 1990, 1992), und einmal mit der Staffel (1992).

## Erfolge

### Teilnahmen an Weltmeisterschaften und Olympischen Winterspielen

#### Olympische Spiele
- 1988 Calgary: 20. Platz 5 km klassisch, 26. Platz 10 km klassisch, 37. Platz 20 km Freistil

#### Nordische Skiweltmeisterschaften
- 1985 Seefeld in Tirol: 32. Platz 10 km, 36. Platz 5 km, 36. Platz 20 km
- 1987 Oberstdorf: 10. Platz Staffel, 23. Platz 10 km klassisch, 34. Platz 20 km Freistil, 37. Platz 5 km klassisch
- 1989 Lahti: 10. Platz Staffel, 25. Platz 15 km klassisch, 32. Platz 10 km klassisch

### Siege bei Continental-Cup-Rennen
| Nr. | Datum             | Ort      | Disziplin      | Serie           |
| --- | ----------------- | -------- | -------------- | --------------- |
| 1.  | 11. Dezember 1993 | Tauplitz | 5 km klassisch | Continental-Cup |

### Medaillen bei nationalen Meisterschaften
- 1983: Bronze über 10 km, Bronze über 20 km
- 1984: Silber über 5 km, Silber über 20 km
- 1985: Gold über 5 km, Silber über 10 km, Bronze über 20 km
- 1986: Gold über 5 km, Gold über 10 km, Gold über 20 km
- 1987: Gold über 10 km, Bronze über 5 km
- 1988: Gold über 5 km, Gold über 10 km, Silber über 20 km, Silber mit der Staffel
- 1989: Gold über 10 km klassisch, Silber über 5 km, Silber mit der Staffel, Bronze über 10 km Freistil
- 1990: Gold über 5 km Freistil, Gold über 5 km klassisch, Gold über 20 km, Silber über 10 km, Silber mit der Staffel
- 1992: Gold über 20 km, Gold mit der Staffel, Silber über 10 km, Silber über 15 km, Bronze über 5 km
- 1993: Bronze über 10 km, Bronze über 15 km